# Ekrem Dağ
Ekrem Hayyam Dağ (Mardin, 5 dicembre 1980) è un allenatore di calcio ed ex calciatore turco naturalizzato austriaco, di ruolo difensore o centrocampista.

## Carriera
Ha giocato nella prima divisione austriaca ed in quella turca.
Ha anche segnato un gol in Champions League contro il CSKA Mosca, partita poi persa dal Beşiktaş 2-1.

### Nazionale
Tra il 2010 ed il 2011 ha giocato complessivamente 10 partite con la nazionale austriaca.

## Palmarès

### Club

#### Competizioni nazionali
- Campionato turco: 1

Beşiktaş: 2008-2009
- Coppa di Turchia: 2

Beşiktaş: 2008-2009, 2010-2011